# Hansenomysis angusticauda
Hansenomysis angusticauda är en kräftdjursart som beskrevs av O. Tattersall 1961. Hansenomysis angusticauda ingår i släktet Hansenomysis och familjen Petalophthalmidae. Inga underarter finns listade i Catalogue of Life.